# 特雷
特雷（法語：Trey）是瑞士联邦西部法语区的沃州下设的一个镇。在行政上属于布罗瓦-维利区管辖。特雷的总面积为3.81平方公里。截至2010年底，总人口为259。

## 地理
特雷位于纳沙泰尔湖以南，布罗瓦河东岸。